# الصاحبي في فقه اللغة
الصاحبي في فقه اللغة كتاب في فقه اللغة صنفه ابن فارس، وسماه مصنفه بالصاحبي نسبة إلى الصاحب بن عباد وكان ابن فارس قد قدم الكتاب إليه وأودعه في خزانته.

قال ابن فارس في كتابه الصاحبي: 
أما مضمون الكتاب فيدور حول اللغة العربية وأوليتها ومنشئها، ثم يبحث في أساليب العرب في تخاطبهم، وفي الحقيقة والمجاز، ودراسة الظواهر اللغوية. وغير هذا من المباحث المتعلقة بهذا الموضوع، ويعد هذا المؤلف أول كتاب جمع ما تفرق من فنون فقه اللغة. وهو في موضوعه أشبه بكتاب الخصائص لابن جني. إلا أن عباراته موجهة لتكون في متناول الجميع، بخلاف عبارات ابن جني فهو يضرب به المثل في التفاصح. ومنزلة ابن فارس عند الكوفيين منزلة ابن جني عند البصريين، وهما طبقة واحدة.
ألف ابن فارس كتابه هذا في ناحية تدعى المحمدية في مدينة الري، سنة 382 هـ، وأهداه للصاحب بن عباد ووسمه بلقبه ورفعه إلى خزانته، وكان أولاً من ندماء ابن العميد.

## محتويات الكتاب
1. خطبة الكتاب
2. باب القول على لغة العرب: أتوقيف أم اصطلاح
3. باب القول على الخط العربي وأول من كتب به
4. باب القول في أن لغة العرب أفضل اللغات وأوسعها
5. باب القول في لغة العرب وهل يجوز أن يحاط بها
6. باب القول في اختلاف لغات العرب
7. باب القول في أفصح العرب
8. باب اللغات المذمومة
9. باب القول في اللغة التي بها نزل القرآن
10. باب القول في مأخذ اللغة
11. باب القول على لغة العرب
12. باب القول على أن لغة العرب لم تنته إلينا بكليتها
13. باب انتهاء الخلاف في اللغات
14. باب مراتب الكلام في وضوحه وإشكاله
15. باب ذكر ما اختصت به العرب
16. باب الأسباب الإسلامية
17. باب القول في حقيقة الكلام
18. باب أقسام الكلام
19. باب الفعل
20. باب الحرف
21. باب النعت
22. باب القول على الاسم من أي شيء أخذ
23. باب آخر في الأسماء
24. باب ما جرى مجرى الأسماء وإنما هي ألقاب
25. باب الأسماء التي تسمى بها الأشخاص على المجاورة والسبب
26. باب القول في أصول أسماء قيس عليها وألحق بها غيرها
27. باب الأسماء كيف تقع على المسميات
28. باب الاسمين المصطلحين
29. باب في زيادات الأسماء
30. باب الحروف
31. باب القول على الحروف المفردة الدالة على المعنى
32. باب الكلام في حروف المعاني
33. باب معاني الكلام
34. باب سنن العرب في حقائق الكلام والمجاز